# Puusaari (ö i Mellersta Finland)
Puusaari är en ö i Finland. Den ligger i sjön Tarhapäänjärvi och i kommunen Muldia i den ekonomiska regionen  Keuru ekonomiska region  och landskapet Mellersta Finland, i den centrala delen av landet, 250 km norr om huvudstaden Helsingfors. Öns area är 0,1 hektar och dess största längd är 50 meter i sydöst-nordvästlig riktning.